# Nélson Marcos
Nélson Augusto Tomar Marcos (* 10. Juni 1983 in Sal, Kap Verde), genannt Nélson, ist ein ehemaliger portugiesischer Fußballspieler mit kapverdischen Wurzeln.

## Karriere

### Verein
Nélson begann seine Profikarriere 2002 beim portugiesischen Vilanovense FC. Im Jahr darauf wechselte er zum SC Salgueiros und zur Saison 2004/05 zu Boavista Porto. Ab 2005 erfüllte er einen Dreijahresvertrag bei Benfica Lissabon. 2008 folgte der Wechsel zum spanischen Segunda-División-Klub Betis Sevilla. In der Saison 2010/11 spielte er auf Leihbasis für den Erstligisten CA Osasuna. Anschließend kehrte er zu Betis zurück, das in der Zwischenzeit ebenfalls in die Primera División aufgestiegen war. Im Januar 2013 wechselte Nélson zum italienischen Erstligisten US Palermo. Zur Saison 2013/14 wurde er für ein Jahr an den spanischen Erstligaaufsteiger UD Almería ausgeliehen. Weitere Stationen Nélsons waren Belenenses Lissabon, AD Alcorcón (zwei Spielzeiten) und zuletzt AEK Larnaka.

### Nationalmannschaft
2006 spielte Marcos in der U-21-Nationalmannschaft Portugals. Er wurde auch in der Europameisterschaftsqualifikation 2008 eingesetzt und absolvierte für Portugal einige Freundschaftsspiele. Sein bislang einziges Spiel für die A-Nationalmannschaft bestritt er im März 2009 gegen Südafrika.